# Хаен
Хаѐн (на испански: Jaén) е испански град, община и столица на едноименната провинция в автономната област Андалусия. Известен е с прозвището „Благороден и предан, град Хаен, пази и защитава кастилските кралства“, също познат като „Столицата на Светото кралство“. По данни от последното преброяване през 2016 г., Хаен наброява 114 658 жители. Площта е 424,30 km2. Намира се на 573 м н.в. в часова зона UTC+1 в централната част на страната. Градът разполага с университет, в който следват 18 000 студенти.
Намиращ се в полите на хълма „Санта Каталина“, стръмните улички и склонове характеризират устройството на стария град, който постепенно преминава към по-равните части на новите квартали с широки булеварди. Покрайнините се характеризират с плодородна почва и са почти изцяло засадени с маслинови дръвчета. На юг и югоизток се намират множество хълмове и Хабалкуз, на север се отваря равнината на река Гуадалбуйон, която преминава в близост до града.
Благодарение на своето стратегическо местоположение, Хаен е бил място на множество древни селища и често е бил в центъра на исторически събития.
Една от най-важните икономически дейности на провинция Хаен е производството на зехтин. Като най-големият производител, Хаен е наричан „Световната столица на зехтина“. Затова, от 1983 г. насам, на всеки две години се провежда специализираното международно изложение на производителите на зехтин Expoliva. Икономиката се развива основно в обслужващия сектор, администрацията, селското стопанство, хранително-вкусовата промишленост, строителството и набиращия скорост културен туризъм.
Сред историческото наследство на Хаен изпъкват катедралата „Успението на Девата“, замъка с крепостта, арабските бани и емблематичната статуя на Плаза де лас Батаяс, издигната в чест на битката при Лас Навас де Толоса и битката при Байлен, които са се провели на територията на Хаен.
Най-значимите и типични празненства в Хаен са „Огньовете на Сан Антон“ на 16 и 17 януари. По същото време се провежда и Международният маратон „Нощта на Сан Антон“. На 18 октомври се провежда „Панаир на Сан Лукас“, който датира от XIV век. Страстната седмица в Хаен привлича интереса на испанските туристи.
Работи се по проекти за завършването на трамвайната система, Националния музей по иберийско изкуство, изграждането на нужната инфраструктура за осъществяване на връзката с високоскоростните влакове на AVE и реставрацията на манастира Санто Доминго.

## Етимология
Според хипотеза, етимологията на Хаен произлиза от латинското име Gaiena – латинското антропоним е следван от суфикса-en-така, че остава Gaien, което арабите интерпретират като Ŷaīyān (на арабски: جيان) и използват по време на своето нашествие. Съществува също и версията на някои испано-еврейски фамилии, че Хаен произлиза от еврейската дума Dayan, която означава съдия и образува корените Yayyan o Djayyan. По време на управлението на арабите се е наричал „Hadira“, което означава столица.

## Символи

### Герб
Първоначалният герб на Хаен е бил даден от Фернандо III от Кастилия след завладяването на града през 1246, представлявал е квадрати в червено и сребристо. По-късно, с помощта на хаенските благородници, Енрике II от Кастилия добавил очертание от 14 елемента, които представлявали квадрати с изобразени безстрашни лъвове и крепости, които символизират силата на Кастилия и Леон. Крал Енрике IV добавил и кралска корона, с правомощията, дадени му в Сеговия на 9 юни 1466 г.

### Знаме
Знамето на Хаен е квадратно, фона е лилав поради стандарта наложен от Исабела II. Оригиналното знаме на Хаен е изработено дамасков плат, а в центъра са разположени гербовете на градския съвет и символите на катедралата. Съхранява се в кметството на града.

### Химн
Химнът на Хаен е известен като „Песен за Хаен“ и е написан от поета Фредерико Мендизабал, а музиката от Емилио Себриан Руиз през 1932 г. За първи път е бил изпълнен на 19 октомври 1932 г. от общинския оркестър в театър „Сервантес“ (който днес вече не съществува). Песента е приета толкова радушно, че на оркестъра се наложило да я изпълнят няколко пъти подред. Обявен за „официален химн“ на 31 май 1935 г., а оригиналните партитури се пазят в сградата на кметството.

### Печат
През 1833 г., по време на управлението на Мария Кристина, е бил създаден план за разделение на Испания на 49 провинции като Хаен е една от тях. Всяка провинция има свой собствен печат. Печатът на Хаен се използва от 1860 г., освен през периода 1873 г. – 1874 г., когато се е използвал този на кметството.

## География
Община Хаен заема площ от 426 квадратни километра и е разположен между долина и планина в подножието на връх Халбакуз (Jalbacuz) и в близост до река Гуадабуион (Guadalbullón), от там преминава и древен път, свързващ Гранада с река Гуадалкивир (Guadaquivir) и платото. Надморската височина на града е 570 м, а на хълма Санта Каталина – 815 м.

### Климат
Климатът е средиземноморски. Зимата е мека, с леки снеговалежи (няколко пъти годишно) и минимални температури от 0 / -1 °C. Летата са горещи с температури, достигащи до над 40 °C. Дъждовете са рядкост през лятото, по-вероятно е да завали през късната есен, зимата и или и началото на пролетта.

### Флора и фауна
Основните зелени площи са обширните гори на парковете хълма Ла сиера и Санта Каталина, намиращи се в близост до града. Двата имат обща площ от над 3000 хектара, множество маслонови насаждения и са основно място за прекарване на свободното време за хаенците. Едни от най-популярните паркове са Ла Конкордия, Булевар, Семинарио, Ла Аламеда, Ботаническата градина и Фуентезуелас.
Основните видове растения, които могат да се срещнат са: мирта, чемшир, рози, вербена, олеандър, горчив портокал (Citrus aurantium), бръшлян, финикова палма, канарска палма, кипарис, магнолия, дъб, ела, кедър, бор, бряст, топола, розово дърво, японска слива, черница.
Най-значимата фауна обитава зелените площи на града и напълно се е адаптирала към градския живот. Освен това, на територията на Хаен има голям брой спасени видове, които обитават парковете в близост до населеното място. За това, Хаен разчита на „Център за възстановяване на застрашени видове“, в който се грижат за над 223 застрашени вида.
Птиците, характерни за средизеноморския климат са основните обитатели на градини, крепости, кули и замъци, които се намират в Хаен. Видове като кос, обикновено врабче, забулена сова, кукумявка, синигер, лястовица. Други видове птици, които се срещат са чавката, черния скорец, коприварчето, червеношийката и гълъби, които са окупирали много от сградите, най-вече тези с историческа стойност, като създават опасност за тяхното запазванем, защото създават предпоставки за ерозия на камъка и дървото, тъй като екскрементите им са висококиселинни. Горите на Хаен са се превърнали в обежище за някои видове като орли, лешояди, соколи, скални орли. Също така могат да се срещнат и птици, които прелитат над Хаен по пътя си за Африка-като щъркелите.
Освен тези, на територията на провинцията могат да се срещнат и много бозайници като катерица, белка, иберийски заек, котки, таралежи, полски мишки, мангуста, лисица, сърна, дива коза и рис.

## История

### Праистория и Античност
Присъствието на хора в града датира от халколитния период, в края на неолита, когато са съществували селища на територията на днешния град. Някои от тези селища са оставили множество пещерни рисунки и останки от мегалитна архитектура в околностите на Хаен.
Има доказателства за съществуването на иберийско село на хълма Плаза де Армас де Пуенте Таблас, където се намира т. нар. опидум (от лат. град, който е леко издигнат), изоставен преди пуническите войни. Разкопките, извършени в този район са доказали съществуването на стени и зидове, с кули издигнати от каменни плочи. На територията на хълма Санта Каталина са били разположени множество малки села. Хаен е бил известно място за богопоклоничество.
По време на пуническите войни Хаен се доказва като място с изключително стратегическо местоположение, което провокира заселването на гърци и финикийци. Експлоатацията на мината Сиера Морена започнала по време на навлизането на картагенците (237 г. пр. Хр.-231 г. пр. Хр), превърнало града в крепост за Ханибал Барка.
Около 207 г. пр. Хр. градът е завзет от Сципион Африкански (Публий Корнелий Африкански Старши). От момента на завземането му римляните считат града за „платен град“, заради това, че е под военно наблюдение и подкрепата от Картаген. Тит Ливий е описвал града като „разкошен“.
Градът се е намирал около извора на Магдалена в сърцето на стария град, не е бил голям и няма много запазени останки от него, освен надгробни плочи и мозайки, много от които се съхраняват в музея на Хаен.

### Средновековие
В първата половина на VI век на Пиренейския полуостров се заселват вестготите, но градът остава в покрайнините на тяхното царство и запазва предимно испано-римско население. Има някои военни гарнизони като Ментеса, с предимно германско население, които охраняват границата с Византийска Испания, но вестготското присъствие не е осезаемо.
След нашествието на арабите градът възвръща важната си позиция и става столица на тайфа (емирство) начело с валия и започва строителство на джамии, крепости и дворци. По време на Ал-Андалус, Jayyān (на арабски-جيان) се е считал за голям град. През X век е завзет от Абд-ар-Рахман III и става столица на окръг Яйян (Yayyan) от Кордовския халифат. Алморавидите го присъединяват към своята империя през 1091 г., а през 1148 г. ги изместват Алмохадите. През арабския си период Хаен разполага с обилно напоявани земи, което спомага за отглеждането на зърнени култури и развитието на широколистни гори. Произвеждат се известни килими и домакински изделия, които се изнасят в целия Андалус и Магреб.
През 1225 г., град Хаен е обсаден от войските на Фернандо III, крал на Кастилия и Леон, в рамките на реконкистата, но е яростно отбраняван от страна на мюсюлманите със силите на 3000 мюсюлмански конника и 50 000 войника и още 160 християнски конника под командването на Алваро Перес де Кастро. През 1230 г. градът е обсаден отново и бива окончателно превзет през 1246 г. Фернандо III Кастилски Свети сключва т.нар. Pacto de Jaén, с който султан Мухамад I Ал-Ахмар от емирство Гранада се признава за негов васал и се уточняват границите между християни и мюсюлмани, запазили се над два века, до завършването на реконкистата през 1492 г.
Стратегическото положение на града в борбата с мюсюлманите спомага за издигането му. Крал Енрике III му предоставя множество привилегии, като свои собствени органи на управление, а още по-голяма важност придобива при крал Енрике IV, когато става един от 18-те града, представени в кралския двор и е обсипан с кралски привилегии. В този период започва реконструкцията на катедралата. От X век нататък евреите са добре приети в обществото и един пример е придворният Хасдай ибн Шапрут (Hasday ibn Shaprut), важна фигура по време на управлението на Фернандо III Кастилски Свети и Алфонсо X. През 1391 г. обаче започват преследвания на евреите и в кралство Хаен през 1483 г. заседава третият трибунал на испанската инквизиция

### Съвремие
След завладяването на Гранада и откриването на Америка през 1492 г., градът играе важна роля в културен, социален и военен план. Посещават го Католическите крале, тук се провежда събранието на кралица Исабела I Кастилска, дала съгласието си да финансира пътуванията на Христофор Колумб, състояло се през 1489 г. в стария епископски дворец. След този период изпада в упадък, от който се опитва да се възстанови през XVII век. По време на войната за независимост, градът е завзет и ограбен от французите, които разполагат гарнизон в замъка. По време на управлението на Фернандо VII и Испанската революция, се превръща в поле за битка между войските на абсолютистите и либералите, водени от Рафаел Риего. Заради тези обстоятелства, градът не е бил провъзгласен за столица на провинцията до 1833 г. При управлението на Изабел II е бил верен на кралицата и партиите привърженици на абсолютната монархия, като се провъзгласява за независим кантон през 1873 г. по време на Първата испанска република.
По време на Втората гражданска война, града остава верен на правителството на Втората република до април 1939 г. През войната стотици от столицата и провинцията, са били задържани в градския затвор, както и в катедралата, която временно е изпълнявала тази функция. Едно от събитията, които се отличават е т. нар. „влакове на смъртта“. На 11 и 12 август 1936 г. стотици затворници, привърженици на десницата, между които много политици, както и епископ Мануел Басулто Хименес, са екзекутирани на гарите в Мадрид. Хаен става известен с бомбардировката на града от страна на Легион Кондор от нацистката армия, заповядана от Генерал Кеипо де Яно на 1 април 1937 г. в отговор на бомбардировката в Кордоба. Резултатът е 159 загинали от бомбардировката и 280 ранени, както и разстрел на 128 десни затворници на гробището на Манча Реал по решение на общинските власти.
По време на военния период както в града, така и в останалата част от провинцията са се случили т.нар. колективизации, които са били изключително важни за „Колектива на Инфантите“, проведени от Всеобщия съюз на работниците и Националната конфедерация на труда, също така изчезналото кино Асуан е било колективизирано от анархисткия синдикат. Присъствието На Мигел Ернандес, който е участвал в издаването на комунистическия вестник „Френте Сур“, е било осезаемо.
Преходът и началото на демокрацията след смъртта на Франко отново дават тласък на развитието на града. Оттогава града се управлява от представители на основните политически партии. Едно от най-значимите исторически събития в последните години е терористичната бомбардировка на замъка, извършена от ЕТА през 1996 г.

## Икономика
Иконимоката на града отбелязва чувствителни слабости в индустриалния сектор през последните модернизации и сключвания на договори. Разчита изключително много на обслужващия сектор, публичната администрация и строителството. От огромно значение са и земеделието, и маслиновите насаждения. Града е част от мрежата „Mercado de Futuros del Aceite de Oliva“, официален пазар, който е под надзора на CNMV, където се договарят бъдещи договори.

## Транспорт
Хаен разполага с изключително добра транспортна система. Лесно може да се достигне до много точки с влак, градски или междуградски автобус, трамвай или такси.

## Туристически забележителности
Градът е важна туристическа дестинация в региона, благодарение на историческото си наследство, забележителности и паметници, живописните райони, култура и фиести. В близост до столицата на провинцията се намират е други обекти на Световното културно наследство: Убеда и Баеза, природният парк „Сиерас де Казорла, Сегура и Лас Ваяс“, както и базиликата „Нуестра Сеньора де ла Кабеза“.
Архитектурата на Хаен е повлияна от различните цивилизации, които са обитавали територията на града и покрайнините му през вековете. Хаен притежава изключително богато културно наследство – религиозни и други сгради, повлияни от иберийците, римляните, вестготите, рационализма и модернизма.
Изкуството е в различни стилове – готически, мудехар, ренесансов, бароков и неокласически.

### Катедрала
Катедралата, под названието „Дева Мария на Успение Богородично“, където се съхранява реликвата Светото лице и е обявена за културно-исторически паметник. Сградата е в ренесансов стил, въпреки че има барокови елементи по фасадата. Голяма част от дизайна е на гениалния архитект Андрес де Ванделвира.

### Базилика Сан Инделфонсо
Базиликата Сан Инделфонсо е най-големият храм след катедралата. Построена е в готически стил през XIV и XV век и притежава 3 различни фасади-готическа, ренесансова и неокласическа. Там е погребан и архитектът Андрес де Ванделвира.

### Замъкът на Хаен
Замъкът датира още от времето на Ханибал, който вероятно е построил първите кули, а по-късно през вековете те са подсилени и довършени. Алказар Виехо, който е обитавал замъка на арабския владетел е бил изпратен да го завърши от Алхамар. Почитната кула (Torre de homenaje) е с височина от 40 м и е била построена от Фернандо III Свети.

### Арабските бани
Арабските бани на Хаен са най-големите, които са съхранени в Европа, построени са през епохата на Абдерраман II и са в изключително добро състояние. Разделени са на няколко зали и са наследството, което предава красотата на изкуството на алморавидите и алмохадите. Намират се под ренесансовия дворец Виярдомпардо.

### Монумент „Лас батаяс“
Момументът „Лас батаяс“ (на бълг. език: битките) е построен през 1910 г. Представлявам голяма колона, на чиито връх е Нике, гръцката богиня на победата. Намира се на площад „Лас батаяс“, невралгично място на столицата, построен е в чест на две много значими битки за историята както на Хаен, така и на Испания-битката при Навас де Толоса през 1212 г. и битката при Байлен през 1808 г.

### Еврейският квартал
Еврейският квартал Санта Круз представлява много на брой тесни улички, стръмни склонове, забележителности и изкуство. Кварталът се е развил през дванадесетте века еврейско присъствие в града, оттогава има множество исторически новини, легенди и традиции. Кварталът е в реставрация. През 2005 г. градът е приет в еврейската мрежа в Испания „Каминос де Сеферад“ като пълноправен член.
В Еврейския квартал е роден Хасдай ибн Шапрут, който е първият испански евреин в историята на Иберийския полуостров, заемал поста съветник на двама халифи от Кордоба – Абдерраман III и Алхакен II. С Хасдай започва т. нар. Златен век за испанските евреи, характерен с хармонично съжителство на три различни култури в Испания.

### Други забележителности
В Хаен има множество църкви с отличителна архитектура, които се намират в старата част. Сред тях са Света Мария-Магдалена, Сан Хуан Баутиста, Свети Бартоломей, Мерсед, Сан Андрес и Санта Капия, Провинциалният историческият архив или старата болница Сан Хуан де Диос, в която се помещава Института за хаенски изследвания и проучвания.
Други красиви сгради в района са – Дворецът Виярдомпрадо, Дворецът на Конетабъл Иранзо, Дворецът на Музея на Хаен, Двореца Торес де Навара, Общинския дворец и Провинциалния дворец. Цялото това историческо наследство е било защитено от крепостните стени, които са с римски произход и са били преустроени през Средновековието, имало е 12 врати, от които е съхранена само Пуерта дел Анхел.
Сгради, които представят модерната архитектура, са Банка на Испания на архитекта Рафаел Монео, църквата Кристо Рей, в която се помещават провинциалните делегациии на Съвета за Околната среда, на Иновациите и на Науката на Съвета на Андалусия, офисът на Спешна помощ, Театъра Инфанта Леонор и бъдещият музей на иберийското изкуство.

### Извори
Хълмът Санта Каталина е източник на вода, която достига до града. Поради тази причина хората са се задържали в града и неговите околности.
Някои от изворите са част от монументи като:
- Потокът на Магдалена (където живее легендарен гущер). По време на арабското завоевание този поток е захранвал голяма част от населението на града, както и петте обществени бани, както и множеството овощни градини.
- Изворът „Лос Каньос“-построен през 1558 г. на Площад „Лос Каньос“, захранвал се е от потокът на Магдалена
- Пилар дел Арабалехо-построен през 1573 г.под нарежданията на Алонсо Барба от каменоделецът Мигел Руиз де ла Пеня, по молба на съседите на Аррабал де ла пуерта де Баеза.
- Изворът Нуева дел Конде де Торалба-намира се на площад Мерсед и е прикрепен към една от сградите на пряката. Първите документирани данни са от 1712 г., въпреки че има надпис, който е разрушен от времето, който гласи, че годината е 1504 г. Захранва се с вода от потока Аламийо.

### Паркове и градини
Хаен има много зелени зони, най-старите са „Аламеда де Капучинос“, и паркът на Семинарията
- Алмеда де Капучинос е най-старият парк в града, построен е през XVI век и е в ренесансов стил. Площта му е 19 839 м2
- Парк „Конкордиа“ намира се до площад „Лас Батаяс“, между две от основните пътни артерии-Авенида де Мадрид и Пасео де ла Естасион.
- Парк „Андрес де Ванделвира“, с площ от 100 000 м2. На неговата територия могат да се видят над 2000 различни видове растения и дървета, има обосовени алеи за пешеходци и за хора, които тичат, както и за колоездачи. Също така разполага с фитнес уреди, специално приспособени за по-възрстни хора.

### Олеотуризъм
Развива се и „олеотуризъм“. „Oleo Tour Jaén“, което позволява на туристите да видят насажденията с маслинови дръвчета, музеи – т. нар. „cortijos“, които са чифлици издигнати след дърветата, и да опитат от местната кухня.

## Култура
Градът предлага на своите жители и посетители множество изложби, конференции, концерти, театър, кино, карнавал, изложения и местни фиести.
За хората в Хаен посещаването на барове и т. нар. тапас са част от тяхната култура и ежедневие. За тях е нещо обичайно при поръчката на напитка (бира, вино или безалкохолно) да получиш и порция тапас. Тъй като Хаен е един от най-големите производители на зехтин, той е незаменима част от техния живот, използват го от традиционната закуска – топла франзела, зехтин, домати и хамон, за обяд в салати и за вечеря в основните ястия, на които придава неповторим вкус.

### Фолклор и обичаи
Неразделна част от фолклора на Хаен са традиционните костюми, които се наричат „чири“ (исп. ез.: chirri) за мъжете и „пастира“ (исп. ез.: pastira) за жените.
Типичните за Хаен песни и танци се наричат меленчон (исп. ез.: melenchón), меленчонът е един от най-богатите и красиви танци на Андалусия, но също така и един от най-непознатите. Най-големият изследовател на хаенските народни танци е Мария де лос Долорес Торес и Родригез.

### Легенди
Хаен е известен с множество легенди. Една от най-известните Ел Позито (исп. ез.: El Pósito) или по-известна като легендата за „Гущера на Малена“ (или Магдалена). Определена е за едно от 10-те Съкровища на нематериалното културно наследство на Испания от Международното бюро за културни столици през 2009 г. Всяка година, на 2 юни се чества деня на Гущера на Магдалена.

### Местни празници
В навечерието на 17 януари се отбелязва празника „Огньовете на Сан Антон“ (исп.ез. Lumbres de San Antón), където се пеят и традиционните песни мелечон. Тогава се провежда и Международния маратон „Нощта на Сан Антон“, известен в цял свят и с множество участници, които носят факли най-вече в последната отсечка от маратона.
Между февруари и март се провежда Карнавалът с много танци, музикални групи (хорове, улични банди и чириготас), конкурси за костюми, и се прави преглед на изминалата година с много критика, сатира и хумор. Както в много испански градове, с идването на пролетта се организира „Пролетна фиеста“, която се радва на голям успех.
През месец май се празнуват множество религиозни празници. Също така се провежда и Международното изложение за зехтин и сходни индустрии – „Expoliova“, което е от световно значение за сектора за производство на зехтин и отглеждане на маслини. През юни се провеждат фиести в чест на патрона на Хаен, както и концерти като Lagarto Rock и коридите. На 25 ноември се празнува Денят на Санта Каталина, която е ко-патрон на града и се припомня за завоеванието на града от Фернандо III през 1246 г.
Страстната седмица (исп. ез.: Semana Santa) е един от най-дългоочакваните периоди от цялата година и най-важното религиозно и културно събитие за гражданите. Страстната седмица е винаги между Цветница и Великден. Огранизират се религиозни шествия.

### Кухня
Храната в Хаен е много разнообразна и е базирана на средиземноморската, която е определена за част от нематериалното културно наследство на човечеството, основно защото Хаен е „столицата на зехтина“.
Едно известните ястия е пипирана (исп. ез.: pipirrana), което представлява салата, направена от добре узрели домати, нарязани на дребно, към които се добавя песто от зехтин, зелени чушки, яйца, чесън и сол, което се приготвя с помощта на хаванче. След това се добавя настъргано твърдо сварено яйце и също така риба тон.
Други известни ястия от хаенската кухня са: супа ахобланко (исп. ез.: ajoblanco) със стафиди, бъркани яйца с бакла и хамон иберико, спанак с падпъдъчи яйца по хаенски, риба треска с жълтък, еленско месо със сладко-кисел сос, кървавица, кюфтета в бульон, задушени зеленчуци по хаенски, заешко филе на скара със сос алиоли (майонезено-чеснов сос), крем карамел с ябълки и хаенски бадеми.
Зехтина е важна част от културата и традициите на жителите, и гордо стои на масата във всеки дом от провинцията. Благодарение високото качество на зехтина у завишения контрол при производството от Съвета по регулиране, институция, създадена през 1995 г., ястията от местната кухня са с характерен вкус.